# 北海道大学大学院法学研究科・法学部
北海道大学大学院法学研究科（ほっかいどうだいがくだいがくいんほうがくけんきゅうか、英称: Hokkaido University Graduate School of Law）は、北海道大学大学院に設置される研究科の一つである。また、北海道大学法学部（ほっかいどうだいがくほうがくぶ、英称:Hokkaido University School of Law）は、北海道大学に設置される学部の一つである。

## 概要
1947年に北海道帝国大学に新設された法文学部を前身とし、1950年には法文学部が文学部と法経学部に分離した。1953年に法経学部から独立して法学部が成立し、また大学院法学研究科が設置された。2004年には法学研究科に法科大学院である法律実務専攻を開設した。2020年には３年次終了時点で早期卒業し、法科大学院に入学することが可能となる法曹養成プログラムと、3年次終了時点で早期卒業し、大学院法学研究科、公共政策大学院に入学することが可能となる大学院進学プログラムを設置した。

## 沿革
- 1947年 - 北海道帝国大学に法文学部を設置[1]。
- 1950年 - 法文学部を文学部と法経学部に分離[1]。
- 1953年 - 法経学部から独立して法学部が成立。大学院法学研究科を設置[1]。
- 1974年 - 数年に一度教員を研究に専念させる研究部を設置[3]。
- 2000年 - 大学院法学研究科の大学院重点化が完了[1]。研究部を発展的に解消し、高等法政教育研究センターを設置[3]。
- 2004年 - 大学院法学研究科法律実務専攻を開設[1]。
- 2011年 - 総合入試を導入[1]。
- 2020年 - 法曹養成プログラム及び大学院進学プログラムを設置[2]。

## 学部
- 法学課程（入学・編入学定員220名）[4]
  - 法専門職コース
  - 総合法政コース

## 司法試験合格率
北海道大学法科大学院は、司法試験合格率62.96%、全法科大学院中、第10位（平成17年-平成29年）。
令和4年度司法試験では、合格率27.78%、全法科大学院中、第19位となった。

## 著名な出身者

### 政治
- 田中秀征 - 元経済企画庁長官、元新党さきがけ代表代行
- 本多平直 - 元経済産業大臣政務官、元内閣府大臣政務官
- 主濱了 - 元総務大臣政務官、元国民の生活が第一代表
- 高崎裕子 - 元参議院議員、元日本共産党生活福祉委員会委員長
- 桂信雄  - 元札幌市長、元札幌市助役
- 秋元克広 - 札幌市長、元札幌市副市長
- 中島興世 - 元恵庭市長、元恵庭市立図書館長
- 原田裕 - 恵庭市長、元北海道議会議員
- 能勢邦之 - 元岩見沢市長、元自治省大臣官房審議官
- 松野哲 - 岩見沢市長、元岩見沢市収納対策担当次長
- 米沢則寿 - 帯広市長、元ジャフココンサルティング社長
- 斉藤英二 - 元石狩市長、元北海道住宅都市部長
- 越直美 - 元大津市長、元西村あさひ法律事務所弁護士
- 山本進 - 東神楽町長、元東神楽町まちづくり推進課主幹

### 行政
- 秋野豊 - 元国際連合タジキスタン監視団政務官、元筑波大学助教授
- 丹野美絵子 - 内閣府個人情報保護委員会委員長、元全国消費生活相談員協会理事長
- 五十嵐三津雄 - 元郵政事務次官、元KDDI会長、元簡易保険福祉事業団理事長
- 吉田英都 - 元財務省北海道財務局長、京都北都信用金庫理事長
- 遠藤昭雄 - 元文部科学省研究振興局長、元国立教育政策研究所所長、元国立大学財務・経営センター理事長
- 勝野頼彦 - 元文部科学省科学技術・学術総括官、筑波大学理事・副学長、元国立教育政策研究所次長
- 匂坂克久 - 元文部科学省国際交流官、国立科学博物館理事・副館長、国立科学博物館附属自然教育園長
- 霜鳥秋則 - 元文化庁文化部長、秋田公立美術大学理事長兼学長
- 亀田和明 - 駐ウガンダ大使、元外務省研修所総括指導官、元外務省外交政策調整官
- 宮坂亘 - 元農林水産省関東農政局長、元農畜産業振興機構理事長、元日本政策金融公庫代表取締役
- 蒲生猛 - 元国土交通省大阪航空局長、北海道エアポート社長、北海道観光振興機構副会長
- 井山嗣夫 - 元海上保安庁長官、元国際観光振興会会長、元日本自動車ターミナル社長
- 糸田省吾 - 元公正取引委員会委員、元公正取引委員会事務総長、元全国公正取引協議会連合会会長代行
- 山田昭雄 - 元公正取引委員会委員、元公正取引委員会事務総長、公正取引協会会長
- 山本邦彦 - 元北海道副知事、元北海道空港社長、元北海道経済連合会副会長
- 町田隆敏 - 札幌市副市長、元札幌市教育委員会教育長、札幌ドーム副社長
- 小口正範 - 日本原子力研究開発機構理事長、元三菱重工業副社長・CFO、日本CFO協会理事長

### 法曹
- 小林充 - 元仙台高等裁判所長官、元札幌地方裁判所長
- 和田啓一 - 元高松高等裁判所長官、元広島家庭裁判所長
- 竹内純一 - 札幌高等裁判所部総括判事、元旭川地方裁判所長
- 伊藤雅人 - 東京高等裁判所部総括判事、静岡地方裁判所長、元最高裁判所上席調査官
- 三浦潤 - 元大阪高等裁判所部総括判事、元神戸地方裁判所長、元関西大学教授
- 古館清吾 - 元宇都宮家庭裁判所長、元司法研修所教官
- 佐藤學 - 元札幌地方裁判所部総括判事、元釧路地方裁判所帯広支部長、元名城大学教授
- 五十嵐紀男 - 元横浜地方検察庁検事正、元最高検察庁検事、元東京地方検察庁特捜部長
- 井田恵子 - 弁護士、元日本弁護士連合会副会長、女性初の日本弁護士連合会事務総長
- 佐藤敏夫 - 弁護士、元日本弁護士連合会副会長、元北海道弁護士会連合会理事長
- 市川茂樹 - 弁護士、元日本弁護士連合会副会長、元北海道弁護士会連合会理事長、北海道電力取締役
- 田中宏 - 弁護士、元日本弁護士連合会副会長、元北海道弁護士会連合会理事長、元北海道大特任教授
- 伊藤誠一 - 弁護士、元日本弁護士連合会副会長、元北海道弁護士会連合会理事長、元北海道大特任教授
- 藤田美津夫 - 弁護士、元日本弁護士連合会副会長、元北海道弁護士会連合会理事長、元札幌弁護士会会長
- 小寺正史 - 弁護士、元日本弁護士連合会副会長、元北海道弁護士会連合会理事長、元北海道大客員教授
- 向井諭 - 弁護士、元日本弁護士連合会副会長、元北海道弁護士会連合会理事長、元札幌弁護士会会長
- 高崎暢 - 弁護士、元日本弁護士連合会副会長、元北海道弁護士会連合会理事長、日本反核法律家協会副会長
- 房川樹芳 - 弁護士、元日本弁護士連合会副会長、元北海道弁護士会連合会理事長、元札幌弁護士会会長
- 中村隆 - 弁護士、元日本弁護士連合会副会長、元北海道弁護士会連合会理事長、元札幌弁護士会会長
- 芝垣美男 - 弁護士、元札幌弁護士会副会長、北海道素人落語協会会長
- 愛須一史 - 弁護士、元日本弁護士連合会副会長、元北海道弁護士会連合会理事長、元札幌弁護士会会長
- 中野麻美 - 弁護士、NPO法人派遣労働ネットワーク理事長

### 経済
- 小笠原剛 - アストモスエネルギー社長、日本LPガス団体協議会会長
- 児島仁 - 元NTT社長、元日本ユネスコ協会連盟会長
- 駒橋憲一 - 東洋経済新報社社長、元会社四季報編集長
- 瀬川章 - 元藤田観光社長、名誉唎酒師酒匠
- 橋本修 - 三井化学社長
- 日野洋一 - 鉄人化計画創業者・元社長、東京ニューシティ管弦楽団理事長
- 平居正仁 - 元旭化成ホームズ社長、元旭化成副社長
- 松田昌士 - 元JR東日本社長、元日本野球連盟会長、元全日本アマチュア野球連盟会長
- 森岡賢 - 元東武トラベル社長
- 森岡仙太 - 元トヨタホーム社長、愛知県副知事
- 矢萩竹美 - 元北海道フットボールクラブ社長、元道新文化事業社社長
- 矢島勉 - 元JFE商事社長、元JFEスチール副社長
- 山口貢 - 神戸製鋼所社長、日本鉄鋼連盟副会長

### 研究
- 浅見公子 - 家族法、成城大学名誉教授
- 荒木俊夫 - 政治学、元北海道大学教授
- 池田清治 - 民法、北海道大学教授、元法務省司法試験考査委員
- 池田雅則 - 民法、元名古屋大学教授、成城大学教授
- 石田満 - 商法、上智大学名誉教授
- 板橋拓己 - 政治学、東京大学教授
- 伊藤知義 - 東欧法、中央大学教授
- 稲正樹 - 憲法、国際基督教大学教授、元憲法理論研究会運営委員長
- 指宿信 - 刑事訴訟法、成城大学教授、元立命館大学教授
- 内田文昭 - 刑法、元北海道大学教授、元上智大学教授、元神奈川大学学長、日本刑法学会賞
- 遠藤乾 - 政治学、東京大学教授、元パリ政治学院客員教授、読売・吉野作造賞
- 岡孝 - 民法、学習院大学教授、元法務省司法試験考査委員
- 岡田信弘 - 憲法、北海道大学名誉教授、元法務省司法試験考査委員
- 加藤智章 - 社会保障法、北海道大学名誉教授、元日本社会保障法学会代表理事
- 川嶋周一 - 政治学、明治大学教授、渋沢・クローデル賞
- 菊池馨実 - 社会保障法、早稲田大学教授
- 來生新 - 経済法、横浜国立大学名誉教授・元副学長、神戸賞
- 権左武志 - 政治学、北海道大学教授、和辻哲郎文化賞
- 小林資郎 - 民法、北海学園大学名誉教授
- 齊藤正彰 - 憲法、北海道大学教授
- 坂口一成 - 中国法、大阪大学教授、アジア法学会賞研究奨励賞
- 笹川紀勝 - 憲法、国際基督教大学名誉教授、元憲法理論研究会運営委員長
- 佐々木雅寿 - 憲法、北海道大学教授
- 品川孝次 - 民法、元上智大学教授
- 下井康史 - 行政法、元千葉大学副学長、総務省行政不服審査会委員、法務省司法試験考査委員
- 白取祐司 - 刑事訴訟法、北海道大学名誉教授
- 城下裕二 - 刑法、北海道大学教授
- 鈴木賢 - 中国法、北海道大学名誉教授、明治大学教授
- 住吉雅美 - 法哲学、青山学院大学教授
- 田嶋信雄 - 政治学、成城大学教授
- 常本照樹 - 憲法、北海道大学名誉教授
- 道幸哲也 - 労働法、北海道大学名誉教授、元日本労働法学会代表理事
- 中村睦男 - 憲法、第16代北海道大学総長、元法務省司法試験考査委員
- 長井長信 - 刑法、北海道大学名誉教授、明治学院大学名誉教授
- 能勢弘之 - 刑事訴訟法、元北海道大学教授
- 畠山武道 - 環境法、北海道大学名誉教授、元早稲田大学教授、元上智大学教授
- 林竧 - 商法、北海道大学名誉教授
- 半田正夫 - 知的財産法、元青山学院大学学長、元学校法人青山学院理事長
- 久末弥生 - 行政法、大阪公立大学教授、国際公共経済学会学会賞
- 稗貫俊文 - 経済法、北海道大学名誉教授
- 藤岡康宏 - 民法、北海道大学名誉教授、早稲田大学名誉教授
- 藤原正則 - 民法、北海道大学教授
- 町村泰貴 - 民事手続法、元北海道大学教授
- 松久三四彦 - 民法、北海道大学名誉教授
- 水野謙 - 民法、学習院大学教授、元法務省司法試験考査委員
- 宮澤節生 - 法社会学、カリフォルニア大学ヘイスティングス・ロー・スクール教授、元アジア法社会学会会長、アメリカ法社会学会国際学術賞
- 藪重夫- 民法、北海道大学名誉教授、建設大臣表彰
- 山崎幹根 - 行政学、北海道大学教授
- 渡邊賢 - 憲法、大阪市立大学名誉教授

### 文学
- 佐川光晴 - 小説家、坪田譲治文学賞、野間文芸新人賞、新潮新人賞
- 竹内正浩 - 紀行エッセイスト
- 長勢了治 - シベリア抑留問題研究家、翻訳家
- 似鳥鶏 - 推理作家、鮎川哲也賞佳作
- 向井承子 - ノンフィクション作家
- 狩野敏也 - 詩人、料理評論家、元NHKディレクター
- 田村元 - 歌人、歌壇賞、日本歌人クラブ新人賞

### マスコミ
- 会川晴之 - 元毎日新聞社北米総局長、ボーン・上田記念国際記者賞、科学ジャーナリスト賞
- 磯田佳孝 - 北海道新聞論説委員
- 田代純 - NHKアナウンサー
- 広坂安伸 - NHKシニアアナウンサー
- 藤村忠寿 - 北海道テレビ放送ディレクター
- 和田哲 - 元NHKシニアアナウンサー

### 芸能・スポーツ
- 河野真也 - お笑いコンビ（オクラホマ ）※中退
- 月山和香 - プロレスラー
- 宮澤太成 - プロ野球選手